# 簇锦街道
簇锦街道，是中华人民共和国四川省成都市武侯区下辖的一个乡镇级行政单位。

## 行政区划
簇锦街道下辖以下地区：
团结社区、五七零一厂社区、永兴社区、顺和社区、高碑村、顺江村和铁佛村。